# Hans Memling
Pour les articles homonymes, voir Memling.
Hans Memling ou Hans Memlinc est un peintre allemand de style flamand, né à Seligenstadt en électorat de Mayence vers 1435-1440, devenu citoyen de Bruges en 1465, où il meurt en 1494. Il est l'un des plus grands représentants de la peinture brugeoise du XVe siècle, aux côtés de Jan van Eyck, de Petrus Christus et de Gérard David, et de l'école des peintres primitifs flamands.
Avant de s'installer à Bruges, Memling travaille dans l'atelier bruxellois de son maître Rogier van der Weyden, et il n'ouvre son propre atelier qu'après la mort de Rogier van der Weyden en 1464. D'évidentes similitudes stylistiques étayent une relation étroite entre les deux artistes. Memling développe ensuite un style personnel, empreint de sérénité et de douceur, qui à son tour prend valeur d'exemple pour ses contemporains et notamment le Maître de la Légende de sainte Ursule.
Environ cent pièces de Memling sont connues, qui sont attribuées à lui ou à son atelier. Elles comportent des retables, des représentations de la Vierge, et une importante galerie de portraits.

## Biographie

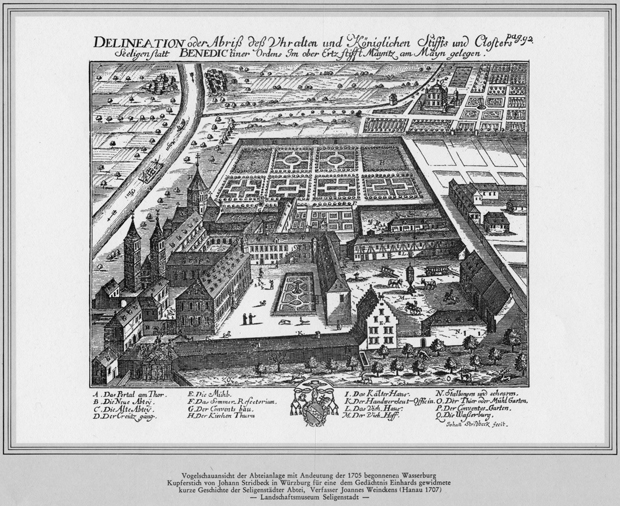
L'abbaye de Seligenstadt, avant sa transformation baroque. On peut la reconnaître dans quelques-uns des tableaux de Memling.

Seligenstadt. Hans Memling naît à Seligenstadt, situé à 20 km environ au sud-est de Francfort-sur-le-Main. Selon les auteurs, il est né vers 1433 ou vers 1435-1440. Au sud de Seligenstadt se trouve le village de Mömlingen dont dérive peut-être le patronyme de la famille Memling.
Hans Memling quitte sa région natale probablement peu avant, ou vers 1450. Ses parents décèdent en 1450 ou 1451, probablement victimes d'une épidémie de peste. Il est possible que Memling ait reçu une formation intellectuelle et artisanale dans l'abbaye bénédictine voisine, où il a pu voir les tableaux, manuscrits et autres objets artistiques du patrimoine de l'abbaye. Dans la région, il y avait un peintre actif dont Memling aurait pu voir les œuvres. Ce peintre, dont on ne connaît pas le nom, est appelé le Maître de la Passion de Darmstadt.
Cologne. Il est vraisemblable qu'avant de venir aux Pays-Bas, Hans Memling ait séjourné à Cologne. Il y a étudié les œuvres de Stefan Lochner, le plus célèbre peintre dont certains thèmes se retrouvent, en les transposant dans les formes flamandes de la Renaissance, dans ses propres créations. Il n'est pas certain qu'il ait travaillé dans son atelier, car Lochner est mort en 1451. La connaissance que Memling a du paysage urbain de la ville de Cologne que l'on retrouve dans la Châsse de sainte Ursule proviennent plus probablement d'un voyage fait expressément à Cologne, à la demande des commanditaires, au moment de la préparation de l'œuvre.

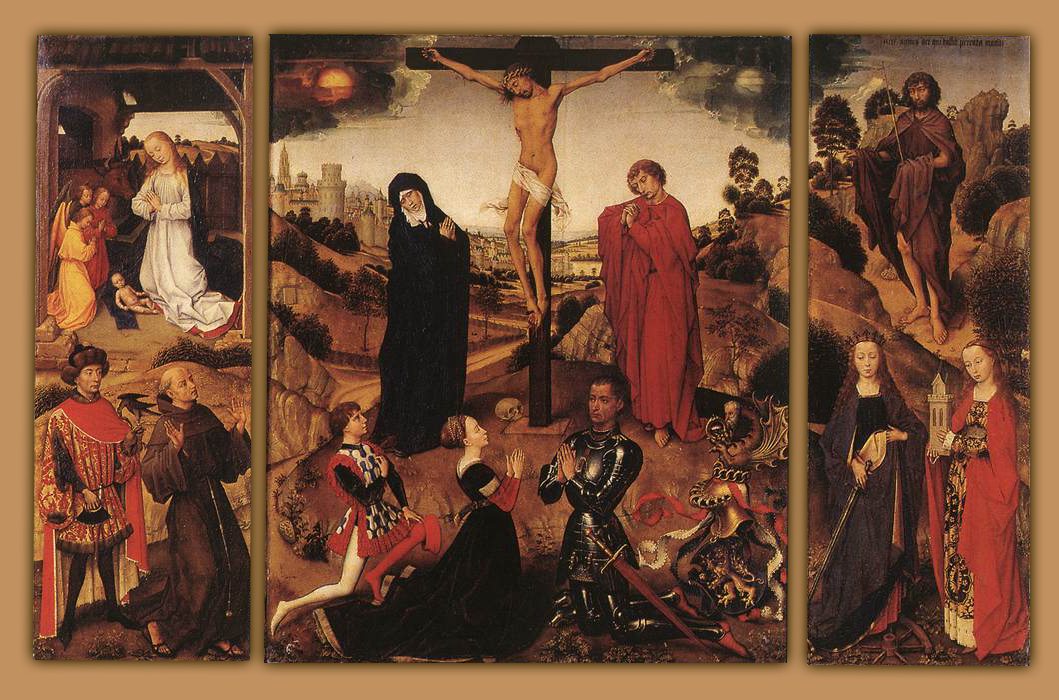
Rogier van der Weyden, « Triptyque Sforza », Musées royaux des beaux-arts de Belgique. Les deux figures du panneau droit (Sainte-Catherine et Sainte-Barbe) seraient de la main de Memling.

Bruxelles. Memling travaille, avant de s'installer à Bruges, dans l'atelier bruxellois de Rogier van der Weyden. Rogier est le véritable maître de Memling, comme le prouvent l'affirmation de Vasari qui le cite comme l'« élève de Rogier » et une série d'œuvres de jeunesse qui dérivent, souvent étroitement, du grand maître de Bruxelles. Friedländer indique que Memling a collaboré au « Triptyque Sforza » de Bruxelles - sorti de l'atelier de Rogier - en peignant les deux figures de saintes représentées sur le volet droit (Sainte-Catherine et Sainte-Barbe, catalogue Faggin no 21E). Quant au statut exact de Memling (apprenti ou compagnon), il est plus probable que Memling ait travaillé comme assistant, tout en se perfectionnant; on ne trouve que rarement la trace des compagnons qui font partie de la population anonyme, alors qu'un maître bruxellois ne pouvait à l'époque avoir qu'un seul élève à la fois. On retrouve des influences de van der Weyden dans la manière de dessiner des ébauches, d'abord au pinceau, puis au fusain ou à la craie. Une telle technique ne peut se transmettre que par enseignement, et non par l'observation de tableaux achevés.
Bruges. Memling n'ouvre son propre atelier qu'après la mort de Rogier van der Weyden en juin 1464. D'évidentes similitudes stylistiques étayent une relation étroite entre les deux artistes. Progressivement, il s'inspire de modèles que lui fournissent ses précurseurs à Bruges, Jan van Eyck et Petrus Christus.
De curieuses légendes ont circulé sur la vie de Memling, qui font de lui un soldat qui aurait pris part au siège de Nancy en 1477 où meurt Charles le Téméraire; il serait venu, blessé et épuisé, demander asile à l'hôpital Saint-Jean. Guéri après avoir reçu des soins dévoués, il aurait peint les fameuses compositions qu'on admire toujours.

Le choix de Bruges n'est pas très étonnant. Au XVe siècle, la ville est sous le règne des grands ducs de Bourgogne. C'est une plaque tournante du commerce et de la finance où s'établissent de nombreux négociants et artisans de toutes nationalités. Le caractère cosmopolite de la ville et sa prospérité la rendent particulièrement attrayante pour les métiers liés à la fabrication de produits de luxe, donc également pour les peintres. Memling n'est donc pas un cas isolé, bien au contraire. Presque tous les représentants considérés comme typiques de la peinture brugeoise sont d'origine extérieure. Les peintres étrangers représentent plus de la moitié des artistes enregistrés dans le registre de la corporation à Bruges.
Le plus ancien document où figure le nom de Hans Memling date de 1465. Le 30 janvier de cette année-là, le peintre acquiert le droit de bourgeoisie de Bruges, contre le paiement de 24 sous de gros - montant qui correspondait plus ou moins à un mois de salaire d'un artisan. Tout étranger désirant exercer un métier à Bruges devait détenir le droit de bourgeoisie qui pouvait s'acquérir par mariage, après un séjour d'une année à Bruges ou en payant une certaine somme. C'est cette dernière solution qu'adopte Memling, mais ne fut pas inscrit dans le registre de la guilde des peintres bourgeois et ne remplit aucune fonction administrative. Cela indique qu'il jouissait d'une position privilégiée.
L'année suivante, en 1466, Memling loue une grande maison de pierre dans la Sint-Jorisstraat qu'il achètera en 1480. C'est un quartier qui abrite, jusqu'à la fin du XVIe siècle, peintres et miniaturistes. Il épousa Anna de Valkenaere dont il eut trois enfants.

### Triptyques

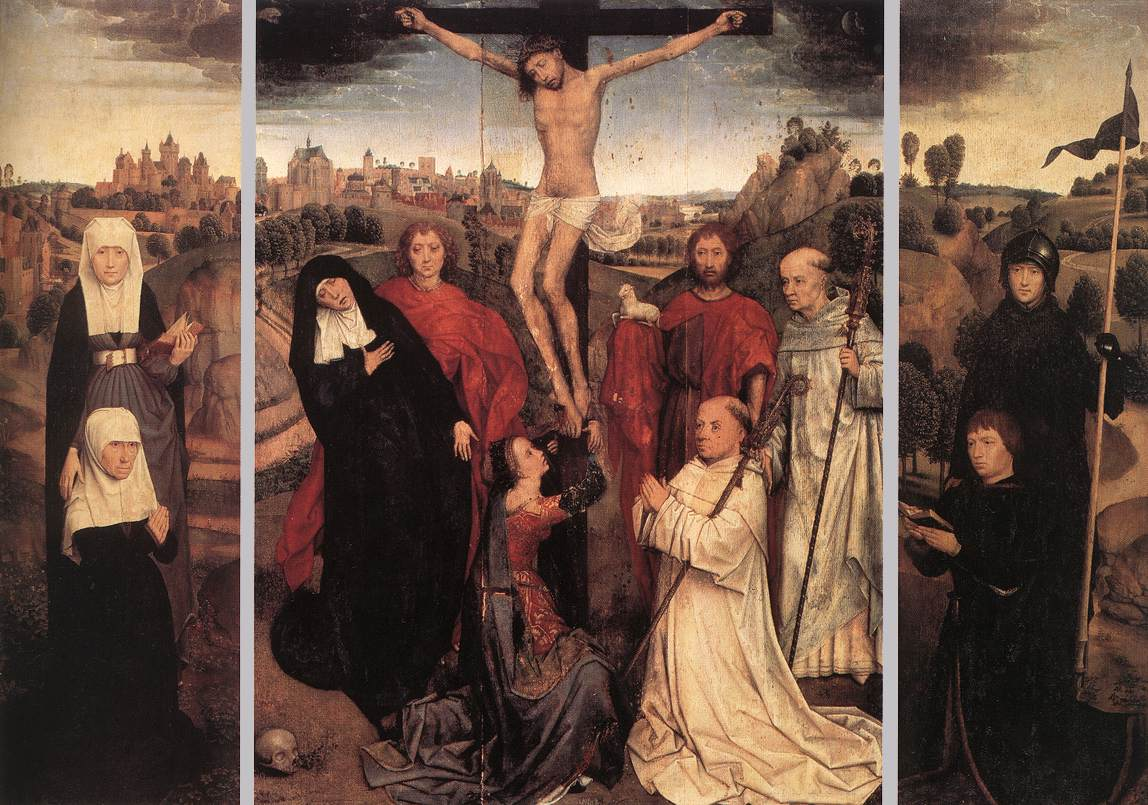
La Crucifixion, panneau central du « Triptyque de Jan Crabbe », et les deux volets.

Memling reçoit des commandes dès son arrivée à Bruges. Il était donc probablement déjà connu par sa collaboration avec Rogier. Peu après son installation, Memling reçoit commande d'un triptyque, le « Triptyque de Jan Crabbe » aujourd'hui dispersé. Le panneau central montre le Christ en croix. Le personnage en adoration est Jan Crabbe, abbé de la puissante abbaye de Dunes, commanditaire de l’œuvre, représenté en habit de cistercien. Sur les panneaux latéraux, il y a sa mère sous la protection de sainte Anne, et son neveu protégé par Guillaume de Malavalle. L'abbé Jan Crabbe qui prend la direction de l'abbaye aux environs de 1467 après une période de mauvaise gestion et établit des relations étroites avec la banque des Médicis. L'abbaye devient la plaque tournante du transfert d'argent entre abbayes cisterciennes. C'est aux deux milieux de banquiers et d'abbés que Memling doit ses premières commandes.

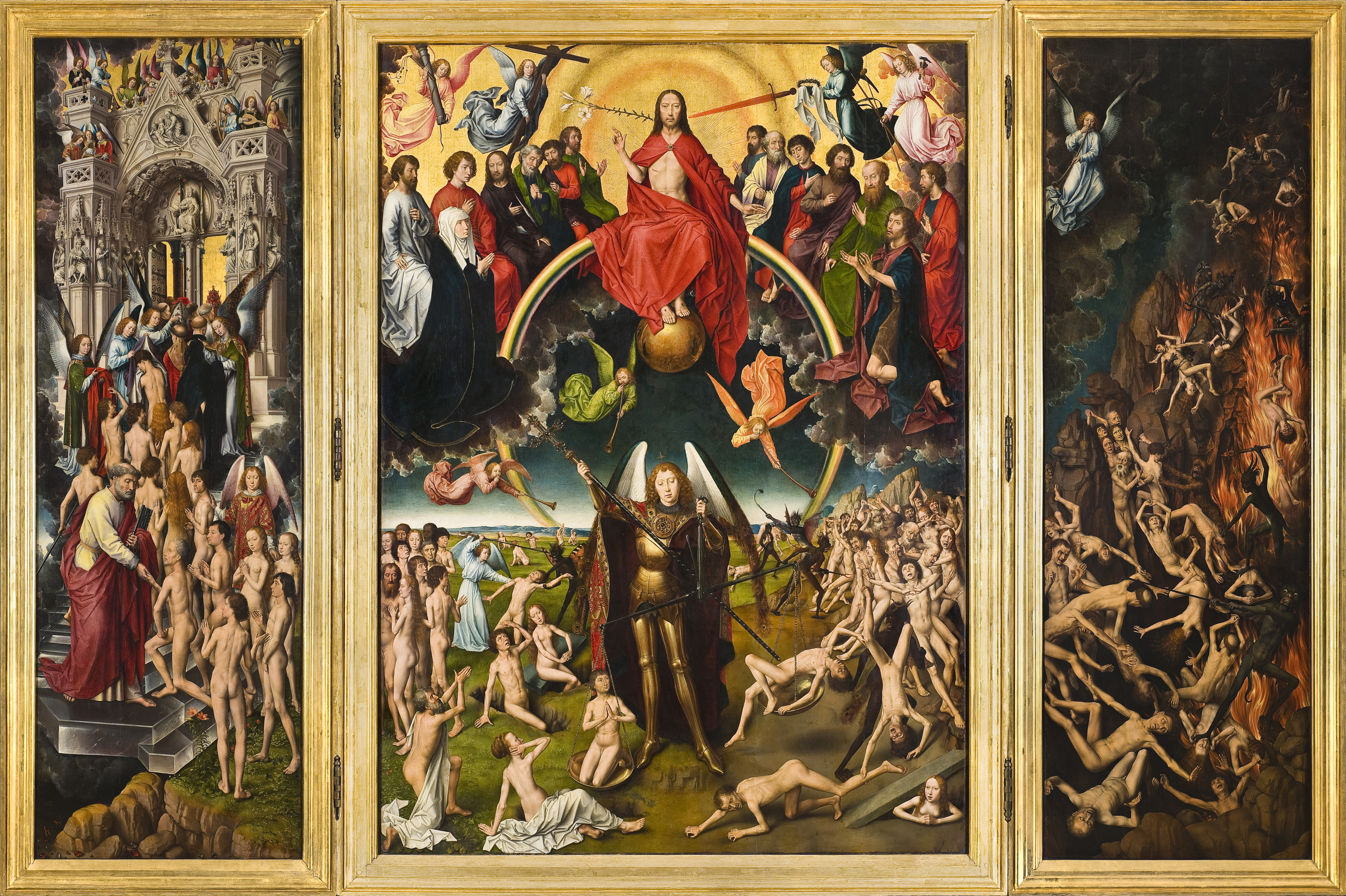
Le Jugement dernier.

Dès 1467, le banquier florentin Angelo di Jacopo Tani commande au peintre le triptyque intitulé Le Jugement dernier. Ce triptyque eut une vie mouvementée : après sa confection, il doit rejoindre Florence, mais le bateau transportant le tableau est intercepté, le 27 avril 1473, au large de Gravelines, par le corsaire de Dantzig Paul Beneke, travaillant alors pour la Hanse. Le triptyque, destiné à Florence, est installé à la cathédrale de Dantzig. Il est maintenant Muzeum Narodowe w Gdańsku (en), à Gdańsk. Le tableau a été commandé en 1467, ce qui montre que deux ans après son installation à Bruges, Memling recevait déjà des commandes importantes.
Ce tableau est probablement en cours d'achèvement au moment des fêtes somptueuses où on célèbre, en juillet 1468, le mariage de Charles le Téméraire avec sa troisième épouse, Marguerite d'York, sœur du roi d'Angleterre, Édouard IV. Les noces sont célébrées à Damme, l'avant-port de Bruges, par l'évêque de Salisbury. Puis suivent pendant dix jours, à Bruges même, des fêtes fastueuses qui constituent une promotion éclatante de l'État bourguignon. La commande particulièrement prestigieuse du Jugement dernier a suscité l'intérêt et l'engouement des hommes d'affaires italiens résidant ou séjournant à Bruges. De nombreux membres de la colonie florentine ou vénitienne commandent leur portrait à Memling, alors qu'il travaillait encore au retable. Même Tommaso Portinari, devenu entre-temps conseiller et familier de Charles le Téméraire, se fait portraiturer avec sa récente épouse Maria Bandini Baroncelli, probablement à l'occasion de leur mariage en 1470. À peu près à la même époque, Portinari commande en outre à Memling une Scènes de la Passion du Christ, qui était peut-être dans la chapelle privée des Portinari dans l'église Saint-Jacques de Bruges. De taille relativement modeste, il représente, sur le principe de la narration simultanée, plus d'une vingtaine de miniatures représentant des épisodes de la Passion.

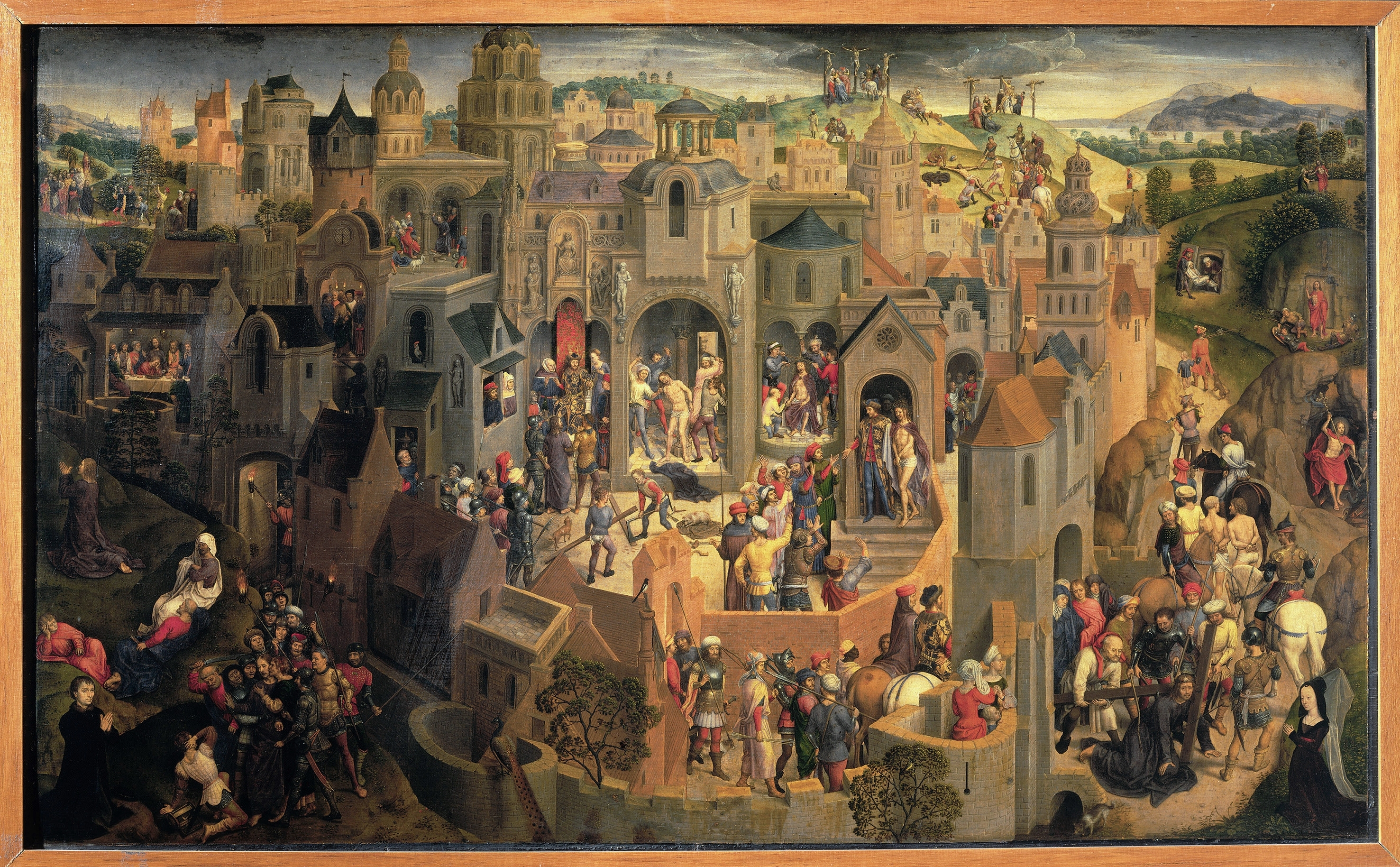
Scènes de la Passion du Christ.

Au début des années 1470, la réputation du peintre est solidement établie. Il semble occupé simultanément par toute une série de contrats, dont la Vierge à l'Enfant avec saint Antoine et un donateur qui met en évidence l'influence grandissante de la peinture brugeoise par l'incorporation de motifs empruntés à Jan van Eyck.
Au milieu des années 1470, Memling devient membre de la Confrérie de la Vierge de la Neige. Cette association avait une chapelle dans la cathédrale de Bruges. En faisaient partie des bourgeois flamands importants, et également l'évêque de Tournai, Charles le Téméraire lui-même et Marguerite d'York. Memling est alors un citoyen pleinement intégré de Bruges.

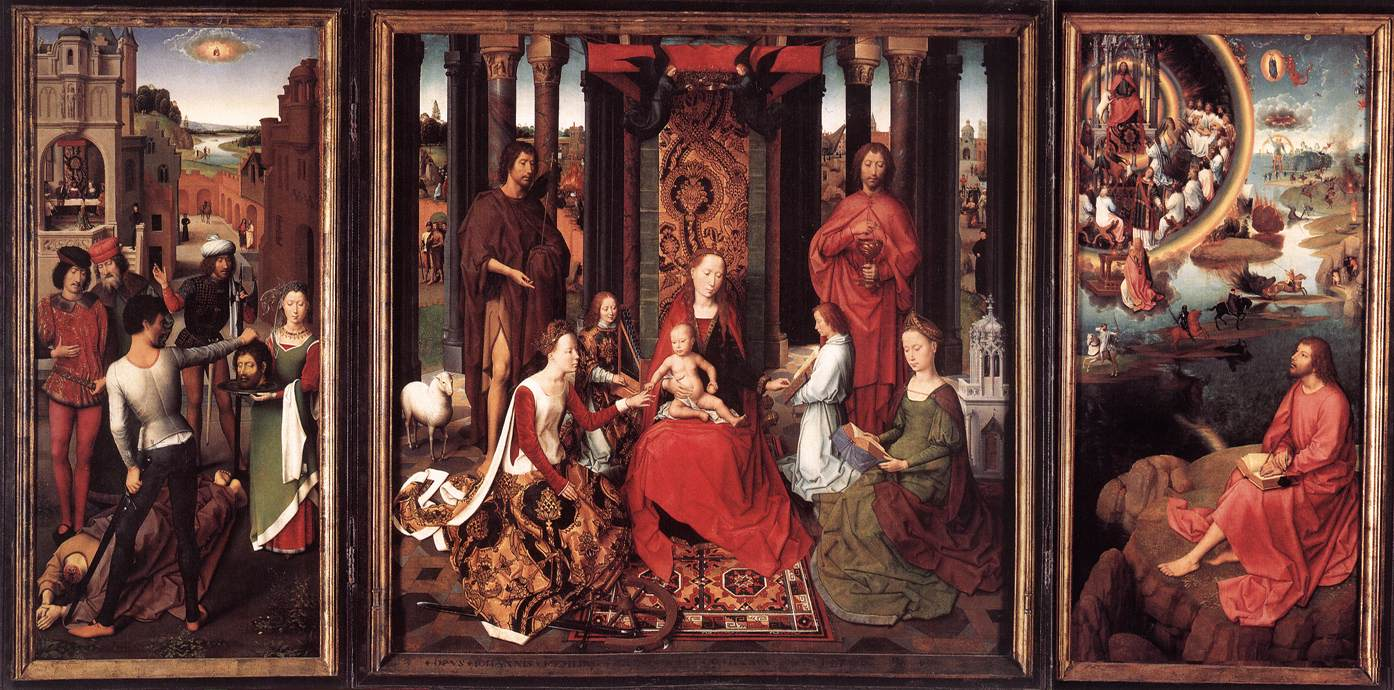
Le Mariage mystique de sainte Catherine.

Le triptyque Le Mariage mystique de sainte Catherine, aussi appelé le « retable des deux saints Jean » plus tardif, illustre la synthèse entre Rogier van der Weyden, Jan van Eyck, et ses moyens expressifs propres à laquelle aboutit Memling.
Le retable est terminé en 1479. Il est commandé en 1475 par deux frères et deux sœurs converses qui président alors l'Hôpital Saint-Jean de Bruges (aujourd'hui reconverti en musée, il abrite le Musée Memling). Ce triptyque est la première œuvre réalisée par Memling pour une institution brugeoise, et revêt une importance particulière.

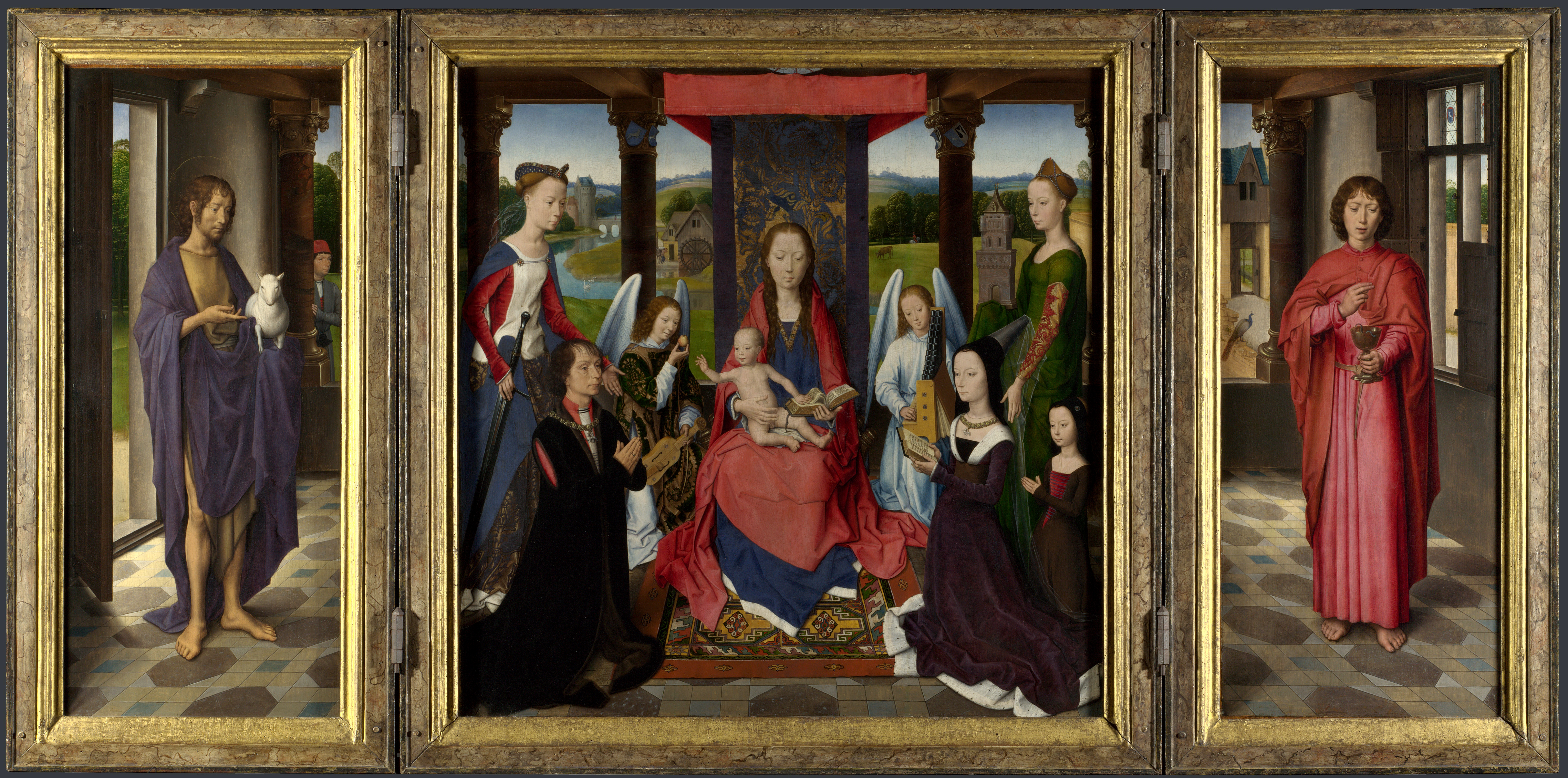
« Triptyque Donne ».

Comme pour le retable du Jugement dernier d'Angelo Tani, qui valut à Memling des commandes d'autres émigrés italiens, le « retable des deux saints Jean » semble avoir entraîné toute une série de contrats, d'abord de commanditaires locaux, notamment de guildes pour la réalisation de tableaux d'autels, ensuite le Triptyque Donne, une commande du diplomate gallois John Donne of Kidwelly, résident à Calais dans les années 1470, lors de l'un de ses voyages à Bruges.
Jan Floreins, qui rejoint la communauté hospitalière au début des années 1470, commande une Adoration des mages, connue sous le nom de « Triptyque de Jan Floreins (en) », dont une inscription sur le cadre d'origine indique qu'il est achevé en 1479. Jan Floreins, issu d'une famille noble, demande pour son autel personnel des scènes de l'enfance du Christ. Le panneau central le représente, à l'âge de 36 ans (le nombre « 36 » est inscrit le poteau devant le donateur) en témoin de l'Épiphanie.

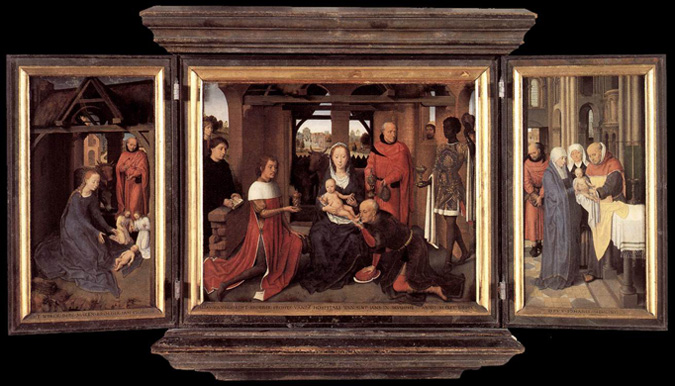
« Triptyque de Jan Floreins » (ouvert).

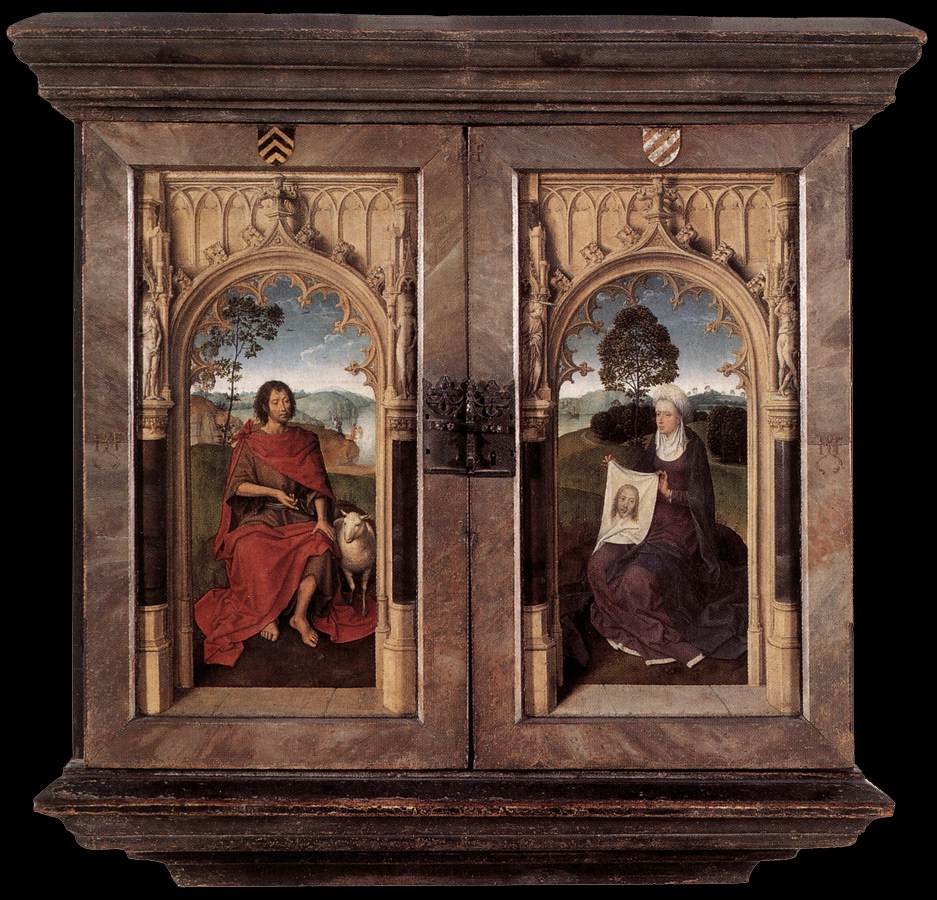
« Triptyque de Jan Floreins » (volets fermés).

Au revers des volets on voit saint Jean-Baptiste et sainte Véronique devant un vaste paysage. Les deux saints apparaissent derrière un portail en trompe-l'œil, dont le splendide remplage est en style gothique tardif. Les portails sont eux-mêmes enchâssés dans des encadrements en faux marbre sur lesquelles figurent les initiales du donateur -IF- ainsi que deux écussons. La qualité technique et la thématique du « Triptyque de Jan Floreins » en font l'une des œuvres les plus abouties de Memling. Le triptyque de la Déploration, ou « Triptyque d'Adriaan Reins », commandé par Adriaan Reins à l'occasion de son admission au sein de la communauté hospitalière en 1479, date d'un an plus tard. S'il ressemble au « Triptyque de Jan Floreins », il donne une impression d'ensemble plus modeste.

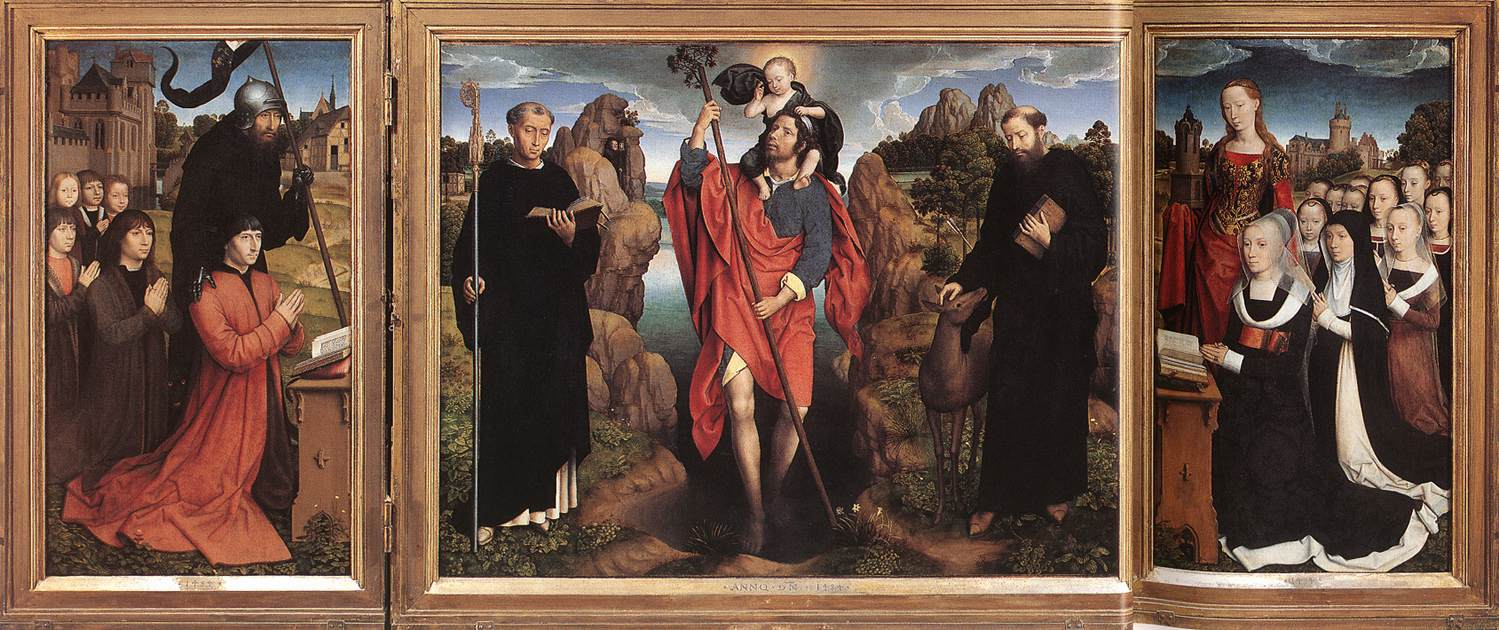
« Triptyque Moreel ».

Le « Triptyque Moreel » est une commande de Willem Moreel, homme politique, banquier et négociant brugeois influent et de son épouse. La commande s'inscrit dans le cadre de la fondation d'un autel, par le couple, en 1484-1485, autel consacré à saint Maur et saint Gilles dans l'église Saint-Jacques de Bruges. La date inscrite dans le tableau et probablement celle de la fondation.
Au début des années 1480, sa fortune range Memling parmi les artisans les plus aisés, et les plus imposés, de Bruges. En mai 1480 ou peu avant, le peintre achète une grande maison en pierre et deux maisons avoisinantes, dans un quartier où vivaient surtout des artisans. La maison abritait sans doute son atelier, proche du monastère des frères noirs de l'Ordre de saint-Augustin dans lequel de nombreux marchands étrangers vivant à Bruges établissent des autels et autres fondations. Memling embauche son premier apprenti en 1480, son deuxième en 1483.

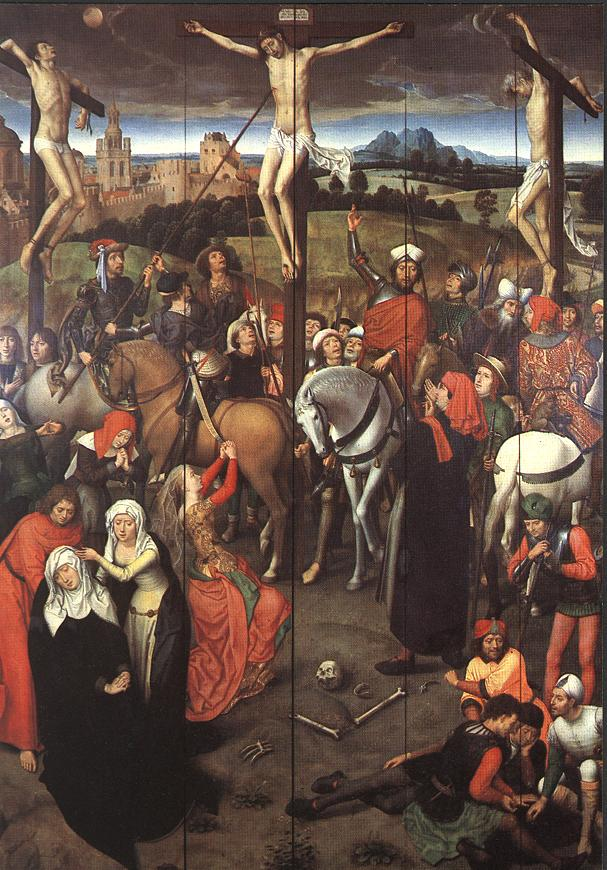
« Triptyque Greverade » (partie centrale).

En 1480, Memling est financièrement au sommet de sa carrière, mais la situation générale se dégrade sous l'effet des événements politiques. En fait, la carrière de Memling est étroitement liée aux événements historiques. Ses quinze premières années, de 1465 à 1480, coïncident avec une phase de stabilité économique et politique exceptionnelle. La mort de Charles le Téméraire en janvier 1477 ébranle la situation politique dans les Pays-Bas bourguignons. Les couches favorisées de la population ne ressentent pas encore tout de suite les effets de la crise. Bruges profite encore de sa loyauté envers son héritière, Marie de Bourgogne. Mais les grandes banques italiennes et notamment la banque Médicis se retirent de l'Europe du Nord et de l'Angleterre.
Les clients étrangers, notamment italiens, ne sont plus sur place ; ils ont quitté Bruges. La situation se dégrade avec la mort soudaine de la duchesse en 1482. Bruges rejoint le parti des opposants à l'archiduc Maximilien ce qui affaiblit considérablement la ville pendant une dizaine d'années. Durant cette période, les principaux clients de Memling sont les vieilles familles brugeoises qui lui commandent des tableaux d'autel pour leurs chapelles privées. Tanne, l'épouse de Memling, meurt le 10 septembre 1487. Il a alors trois enfants mineurs, Hannekin, Neelkin et Claykin, qui le sont encore en 1494, à la mort de leur père.
Le « Triptyque de la Passion » aussi appelé « Triptyque Greverade » de Lübeck, daté de 1491, est sans doute la dernière grande commande de Memling. Ici aussi, la date est probablement celle de la fondation, et non de l'achèvement de l'œuvre, car les marchands de la Hanse, qui avaient quitté la ville en 1488, ne reviennent qu'en 1491. Le triptyque est commandé par un membre d'une famille patricienne de Lübeck, les Greverade, et était destiné à la chapelle familiale dans la cathédrale de Lübeck.
Lorsque Memling reçoit cette commande, cela fait longtemps qu'il n'est plus considéré comme l'unique peintre de Bruges. Ce n'est pas à Memling en tout cas, mais à un contemporain plus jeune, que les Têtes noires - une association de marchands de Reval (maintenant Tallinn) - commandent, à peu près à la même époque, un portrait de groupe entouré de doubles volets dédiés à leurs saints patrons.

### Memling portraitiste
Memling est sans conteste le portraitiste le plus éminent de sa génération aux Pays-Bas bourguignons, et aucun de ses contemporains n'a légué autant de portraits. Plus de trente tableaux, soit près du tiers de l'œuvre de Memling, sont des portraits au sens moderne du terme. Si l'on ajoute à cela les quelque vingt tableaux de donateurs en pied, on peut dire que la moitié de ses œuvres sont des portraits.
Divers facteurs peuvent expliquer le succès du portraitiste Memling. Il y a d'abord le rôle essentiel joué par la mode. Les nombreux étrangers vivant ou séjournant temporairement à Bruges connaissent déjà van Eyck et avaient largement contribué à la renommée de l'art flamand dans le sud de l'Europe. Et ils sont grands amateurs de tableaux. Les portraits sont déjà très demandés quand Memling arrive à Bruges, et il s'empresse manifestement de satisfaire cette clientèle potentielle. Là aussi, la production est inégale et les commanditaires italiens se font logiquement plus rares lorsqu'ils se retirent de Bruges. Les grandes familles brugeoises, si elles apprécient les grands tableaux, ne manifestent pas autant d'intérêt pour les portraits.
Le succès de Memling comme portraitiste s'explique aussi par son art. Il fut élève ou collaborateur de Rogier van der Weyden, et est donc familier de la technique et de la composition de son maître dans le domaine du portrait autonome à mi-corps. Il a toujours appliqué, dans sa propre peinture de portrait, la typologie de Rogier van der Weyden, enrichie de divers traitements de l'espace. Ensuite, l'influence de van Eyck se retrouve dans l'illusionnisme parfois ostentatoire de certains portraits, avec leurs différents niveaux de réalité, leurs tablettes de balustrade, leur cadre en trompe-l’œil et en faux marbre. L'éclairage rappelle Petrus Christus, mais la douceur des traits est le propre du style de Memling.

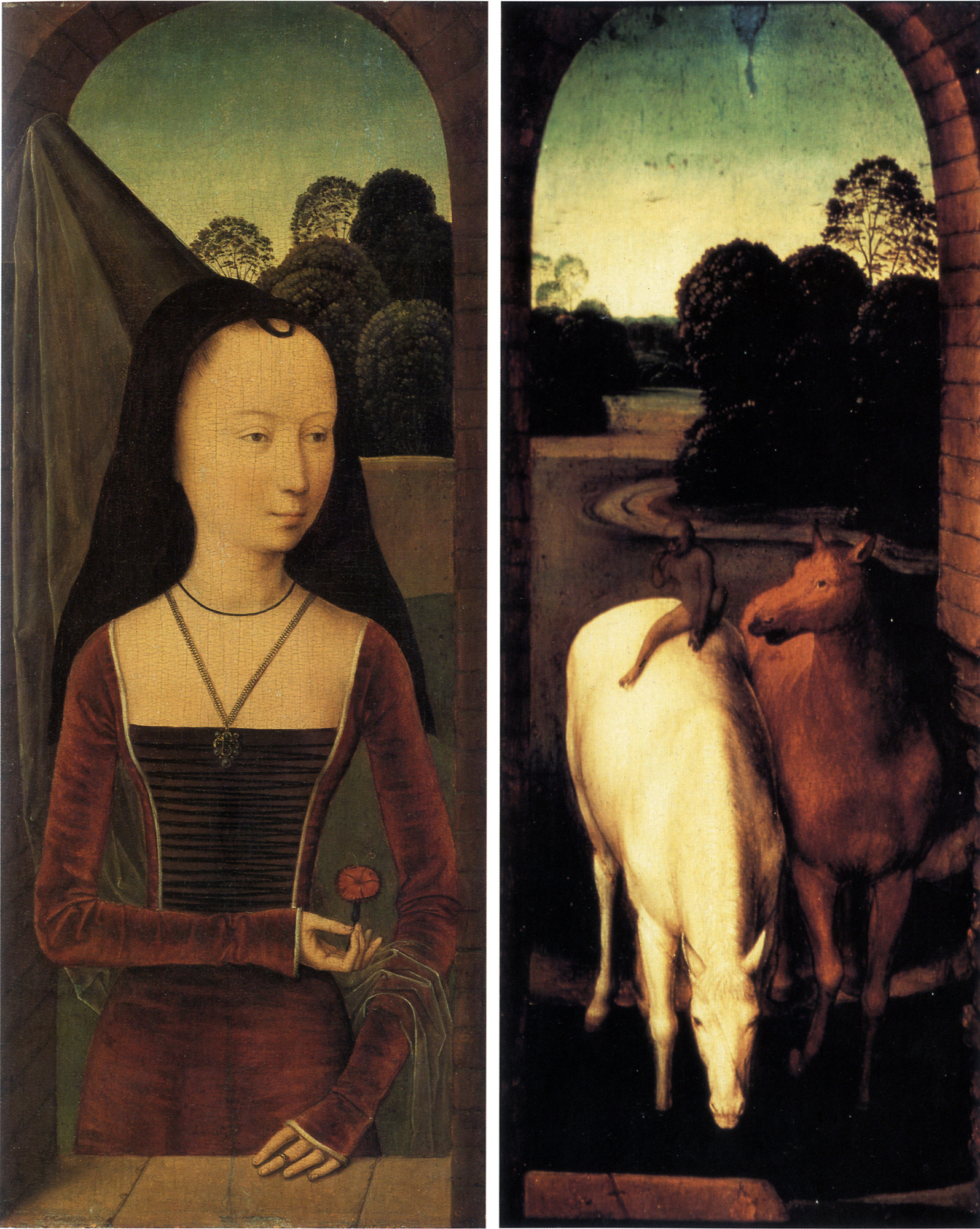
Diptyque de l'allégorie du véritable amour, entre 1485 et 1490[13].
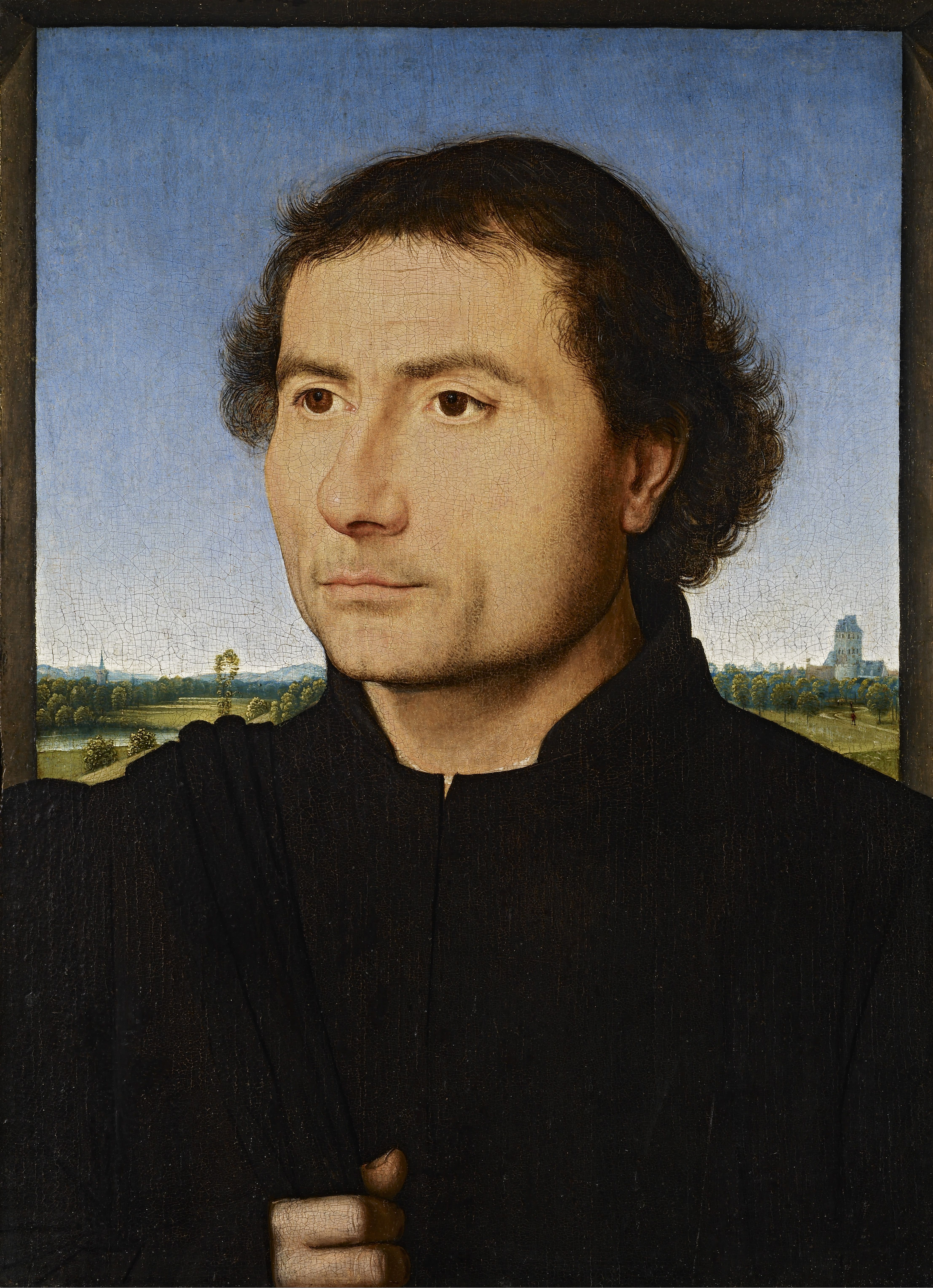
Portrait d'homme, vers 1470, The Frick Collection.
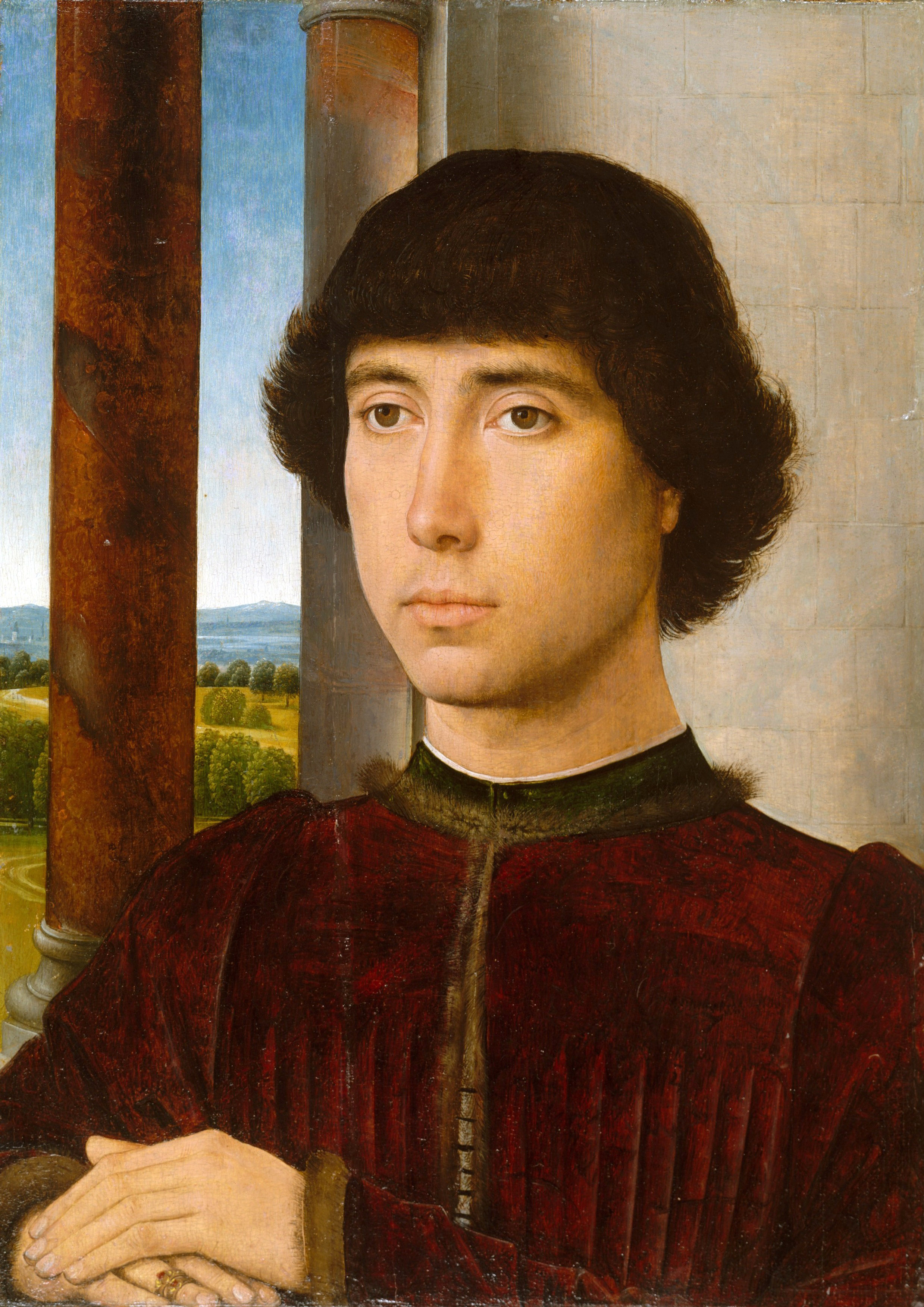
Portrait d'un homme dans une loggia, vers 1480, Metropolitan Museum of Art.

## Critiques
Les écrivains, philosophes et critiques d'art n'ont pas toujours été du même avis quant aux œuvres de Memling:
« 
Allez au Musée un dimanche, vous trouverez, à un certain point de la galerie, le passage intercepté par la foule rassemblée devant un tableau, et tous les dimanches devant le même. Vous croyez que c'est un chef-d'œuvre; pas du tout: c'est une croûte de l'école allemande, représentant le Jugement dernier[Le Triptyque de Dantzig]. Le peuple aime à voir la grimace des damnés »
— Stendhal, Vie de Haydn, Mozart et Métastase, 1814.
« 
Ses œuvres les plus fascinantes sont les portraits [...] qui unissent la manière de van Eyck à celle de Rogier, mais simplifient le naturalisme pictural du premier et relâchent la tension linéaire du second : des figures simples et pâles, souvent sur un fond de paysage vert et brunâtre, dans lesquelles le naturalisme de l'observation et la caractérisation spirituelle apparaissent comme de légères allusions qui n'altèrent en rien le recueillement silencieux et la douceur apparente du personnage.  »
— R. Salvini, La pittura fiamminga, 1958.

## Œuvres (sélection)
Bruxelles

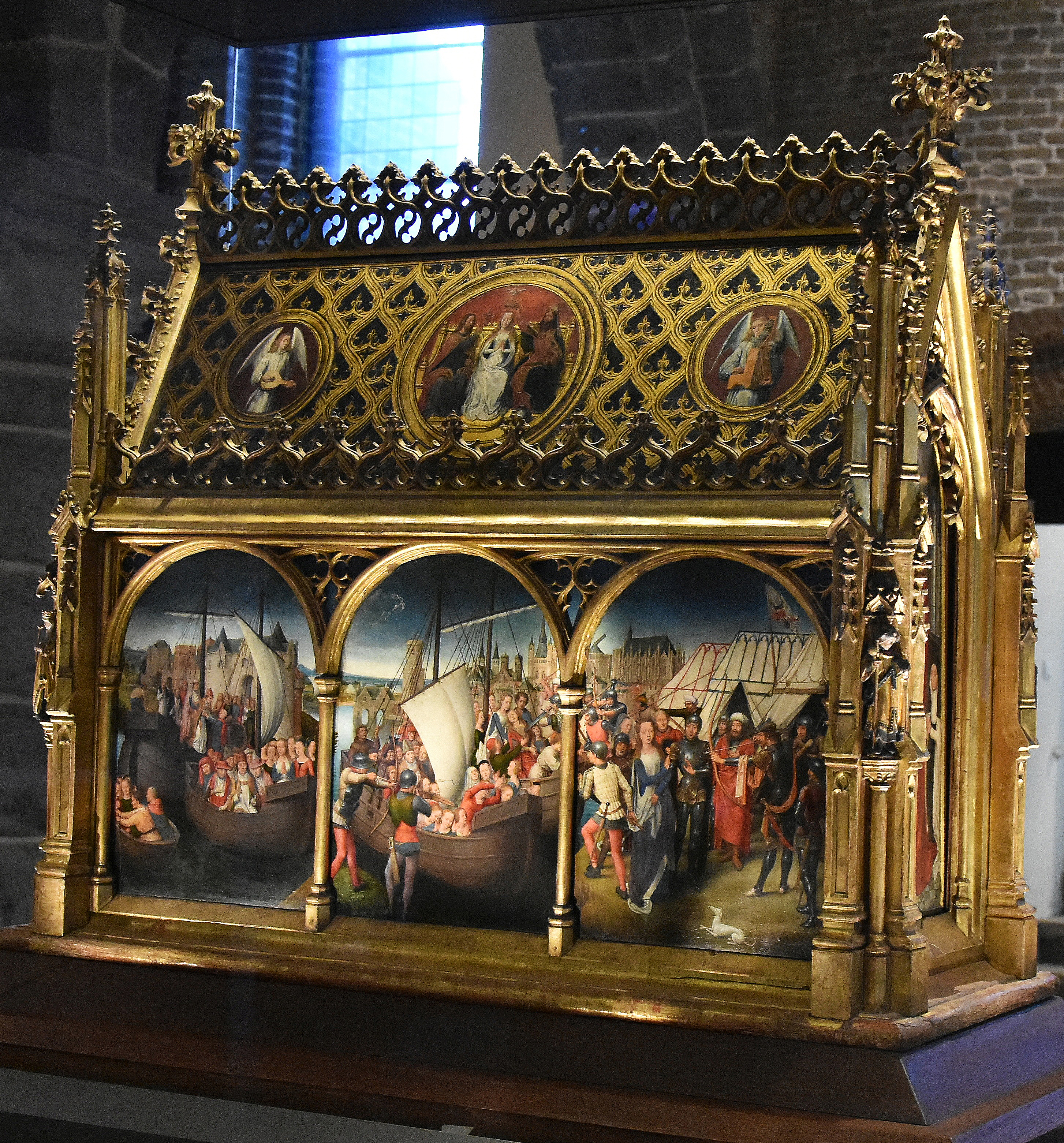
Châsse de sainte Ursule à Bruges

- Musées royaux des beaux-arts de Belgique :
  - Le Martyre de saint Sébastien (v. 1470), huile sur bois, 67 × 68 cm ;
  - Portraits de Willem Moreel et de son épouse Barbara Van Vlaenderberch, huile sur bois, 37 × 27 cm et 37,5 × 28 cm ;
  - Portrait d'homme, huile sur bois, 35,5 × 25,5 cm ;

Bruges
- Le Musée Memling in Sint-Jan possède des œuvres maîtresses :
  - Mariage mystique de sainte Catherine ou Triptyque de Jean-Baptiste et de Jean l'Évangéliste (1474-1479), huile sur bois de chêne, 173,6 × 173,7 cm, retable composé de :
    - Vierge à l'Enfant sur le trône et quatre saints (panneau central) ;
    - La Décollation de Jean-Baptiste (panneau de gauche) ;
    - L'Apocalypse de Jean l'Évangéliste (panneau de droite) ;

  - Triptyque de Jan Floreins (en) (1479), huile sur bois, 46,3 × 57,4 cm (panneau central), 48,3 × 25 cm (volets), retable composé de :
    - L'Adoration des mages (panneau central) ;
    - La Naissance du Christ (panneau de gauche) ;
    - La Présentation de Jésus au Temple (panneau de droite) ;

  - Portrait de Maria Moreel en Sibylle persique (1480), huile sur bois, 38 × 26,5 cm,
  - Diptyque de Maarten van Nieuwenhove (1487), huile sur bois, 44,7 × 33,5 cm ;
  - Châsse de sainte Ursule avec six épisodes de la légende de sainte Ursule (1489), bois doré et peint, 87 × 33 × 91 cm,
  - Triptyque d'Adriaan Reins (en) (1480), huile sur bois, 43,8 × 35,8 cm (panneau central), 45,3 × 14,3 cm (volets), retable composé de :
    - La Déploration du Christ (panneau central) ;
    - Adriaan Reins avec saint Adrien (panneau de gauche) ;
    - Sainte Wilgeforte (panneau de droite) ;
- Groeningemuseum :
  - Le Triptyque Moreel (1484), huile sur bois, 121,1 × 153,4 cm (panneau central), 120,7 × 69 cm et 121 × 68,6 cm (volets) retable composé de :
    - Saint Christophe entouré des saints Maurice et Ägidius (panneau central),
    - Guillaume Moreel avec ses fils et saint Guillaume (panneau de gauche),
    - Barbara van Vlaenderberch avec ses filles et sainte Barbe (panneau de droite),

  - deux volets (les revers) du Triptyque de Jan Crabbe représentant L'Annonciation ;

Anvers
- Musée royal des beaux-arts :
  - Portrait d'homme tenant une médaille romaine (v. 1480) ;
  - Retable de Santa María la Real de Nájera (1489) ;

La Haye
- Mauritshuis : Portrait d'un homme de la famille Lespinette (c. 1485-1490), huile sur bois, 30,1 × 22,3 cm ;

Florence
- Musée des Offices :
  - L'Homme à la lettre
  - Portrait de Folco Portinari
  - Portrait de Benedetto Portinari
  - Portrait d'homme dans un paysage

Turin
- Galerie Sabauda : La Passion du Christ,

Lübeck
- Musée Sainte-Anne de Lübeck : Triptyque Greverade

Grenade
- Capilla Real, cathédrale de Grenade (Espagne), une quinzaine de tableaux de la collection privée d'Isabelle la Catholique, essentiellement des portraits

Londres
- National Gallery : Triptyque de Sir John Donne of Kidwelly (v. 1475), huile sur bois, 70,5 × 131 cm.

Madrid
- Musée du Prado : Triptyque : Nativité, Adoration des mages, Présentation au Temple, huile sur bois, 1479-80, 95 × 271 cm.

Gdańsk

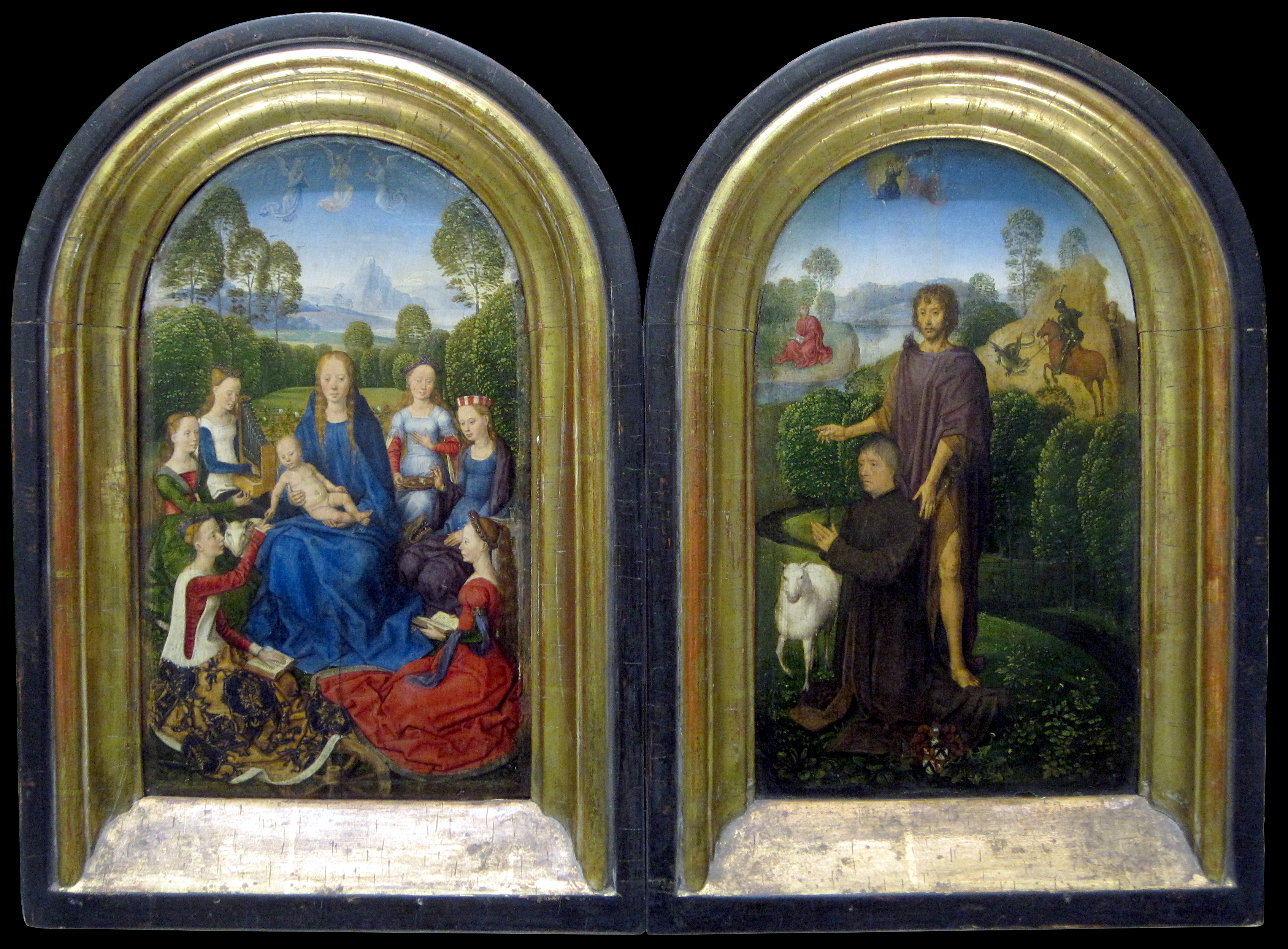
Diptyque de Jan du Cellierau musée du Louvre à Paris

- Muzeum Narodowe (en) : Triptyque de Jugement dernier (avant 1472), huile sur bois.

Paris

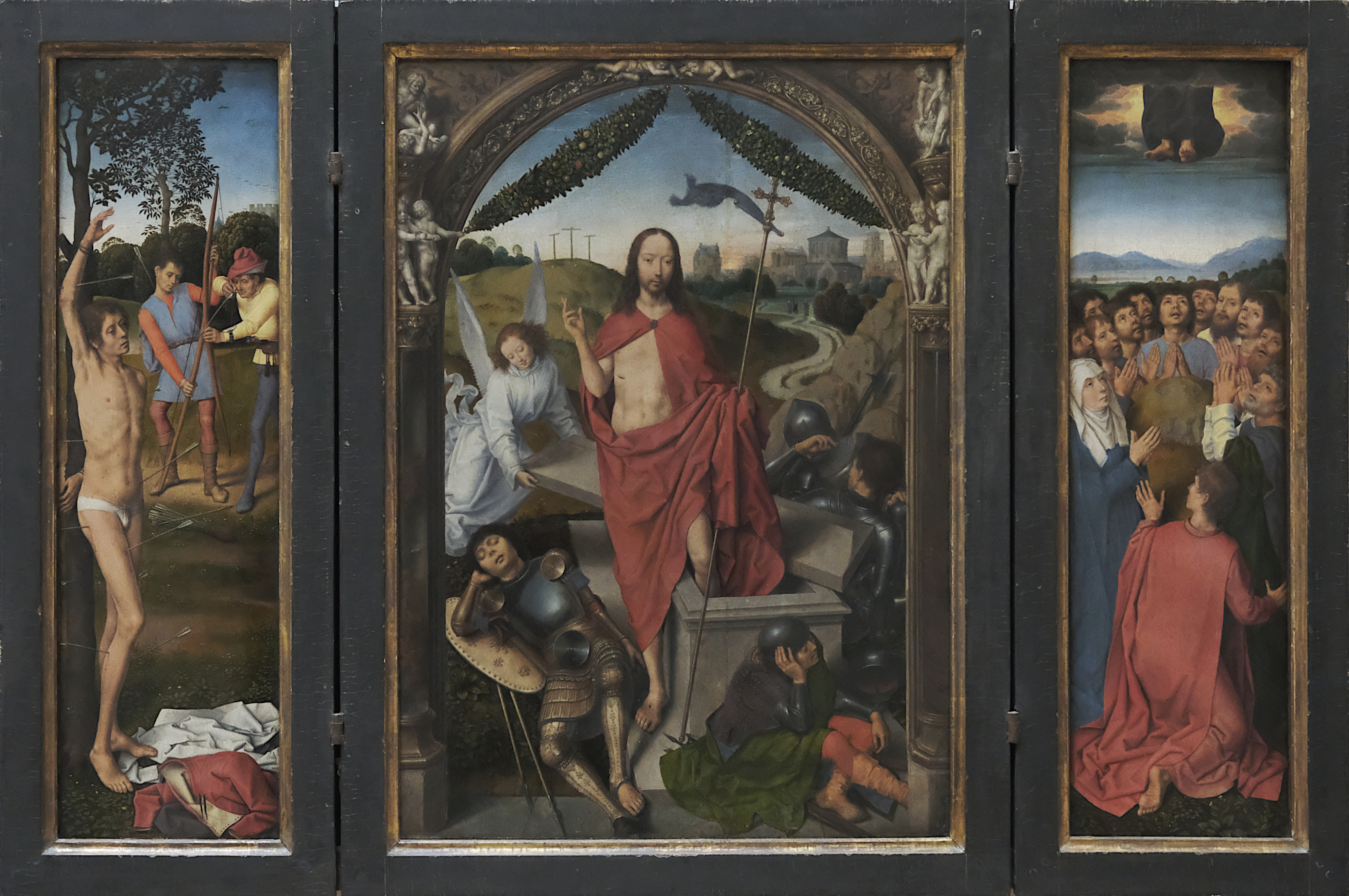
Triptyque de la Résurrection du Christ, du martyre de saint Sébastien et de l'Ascension, vers 1490

- Musée Jacquemart-André : Allégorie de la Chasteté, huile sur bois, 36 × 29 cm.
- Musée du Louvre : La Vierge à l'Enfant entre saint Jacques et saint Dominique, huile sur bois, 130,3 × 160 cm.
- Musée du Louvre : Triptyque de la Résurrection du Christ, du martyre de saint Sébastien et de l'Ascension, huile sur panneaux de chêne, panneau central : 61,8 × 44,6 cm ; panneaux latéraux : 61,8 × 18,5 cm.

Strasbourg
- musée des beaux-arts : Triptyque La Vanité terrestre et la rédemption céleste (v. 1485)
  - La Vanité, huile sur bois, 22 × 14 cm
  - Le Diable, huile sur bois, 22 × 14 cm

New York
- Metropolitan Museum of Art :
  - Portrait de Tommaso di Folco Portinari, (1470), huile sur toile, 42,2 × 31,8 cm
  - Portrait de Maria Portinari, (1470) huile sur toile, 42,2 × 32,1 cm
  - L'Annonciation, (1480-1489), huile sur bois marouflé, 76,5 × 54,6 cm, Collection Robert-Lehman.